# Hermann Tilke
Hermann Tilke (Olpe, NSZK, 1954. december 31. –) német építőmérnök, több Formula–1-es versenypálya tervezője, autóversenyző.

## Versenyzőként
Az 1980-as években túraautókkal versenyzett, főként a régi Nürburgring Nordschleifén. Ezen kívül elindult VLN Endurance versenyeken és a nürburgringi 24 órás versenyen is. 2003-ban és 2004-ben Dirk Adorffal megnyert néhány VLN-futamot egy V8Star autóval.

## Építőként
1984-ben létrehozta a Tilke Engineeringet, ahol az építészeti, mérnöki és elektronikai megoldásokat kapcsolják össze, főképp a motorsport számára.
Egyik első, kisebb munkája egy rövid bekötőút volt a Nürburgringhez. 2002-ben ő tervezte újra a ma használt Nürburgring első kanyarját.
Első nagyobb munkáját az 1990-es években kapta, melynek eredményeképpen az ausztriai Österreichring jelentős átalakításával létrejött a sokkal rövidebb A1-Ring.
A következő pályák tervezése fűződik a nevéhez:
- 1995 A1 Ring, Ausztria
- 1999 Sepang International Circuit, Malajzia
- 2004 Bahrain International Circuit, Bahrein
- 2004 Shanghai International Circuit, Kína
- 2005 Fuji Speedway, Japán
- 2005 Istanbul Racing Circuit, Törökország
- 2006 Beijing International Streetcircuit, Kína
 Már nincs használatban.
- 2007 Bucharest Ring, Románia
 Már nincs használatban.
- 2008 Marina Bay Street Circuit, Szingapúr
- 2008 Swedbank kartodroms, Lettország
- 2008 Valencia Street Circuit, Spanyolország
 Már nincs használatban.
- 2008 Jakarta Street Circuit, Indonézia
 Már nincs használatban.
- 2009 Yas Marina Circuit, Abu-Dzabi-Egyesült Arab Emírségek
- 2009 Ciudad del Motor de Aragón, Spanyolország
- 2010 Korean International Circuit, Dél-Korea
- 2010 Moscow Raceway, Oroszország (tervezett MotoGP-helyszín)
- 2010 Atlanta Motorsports Park, Amerikai Egyesült Államok
- 2011 Rudskogen Motorpark,Norvégia
- 2011 Buddh International Circuit, India
 Már nincs használatban.
- 2012 Circuit of the Americas, Amerikai Egyesült Államok
- 2013 Port Imperial Street Circuit, Amerikai Egyesült Államok
- 2013 Autodromo y Centro Cultural Motorpark, Chile
- 2014 Sochi International Street Circuit, Oroszország
- 2014 Chang International Circuit,Thaiföld
- 2015 Mercedes-Benz Arena Temporary Track,Németország
- 2016 Vancouver Island Racetrack, Kanada
- 2016 Baku City Circuit, Azerbajdzsán
- 2017 Kuwait Motor Town, Kuvait
- 2018 Pradera Verde Racing Circuit, Fülöp-szigetek
- 2018 V1 Auto World, Kína
- 2019 Hanoi Street Circuit, Vietnám

## Fordítás
- Ez a szócikk részben vagy egészben  a   Hermann Tilke című angol Wikipédia-szócikk fordításán alapul.  Az eredeti cikk szerkesztőit annak laptörténete sorolja fel. Ez a jelzés csupán a megfogalmazás eredetét és a szerzői jogokat jelzi, nem szolgál a cikkben szereplő információk forrásmegjelöléseként.